# 第5軍団アラウダエ
第5軍団アラウダエ（Legion V Alaudae）は、ローマ軍の軍団のひとつ。「アラウダエ」とは「ヒバリ」を意味し、当時のガリア人の軍装にちなむ。しかしながらガッリカ（Gallica）という名でも呼ばれた。

## 軍歴

### 共和政期

#### カエサルの時代
第5軍団の創設はガイウス・ユリウス・カエサルによるもので、紀元前52年にまで遡る。別名が示す通り、ガリア人からなる部隊が基となり、紋章の象は紀元前46年に彼等が象部隊に突撃した勇猛さから名付けられた。当初はカエサルが私財を投じて作った私兵であったが、後に元老院よりローマの正規軍として承認された。その後も第5軍団はカエサルの精鋭として活躍し、カエサルのもとではグナエウス・ポンペイウス、小カトーとの戦いで活躍する。

#### アントニウスの指揮
カエサル暗殺後はマルクス・アントニウスの指揮下に入り、ピリッピの戦いではオクタウィアヌスとともにマルクス・ユニウス・ブルートゥスと戦った。その後もアントニウスの配下となり、アクティウムの海戦でオクタウィアヌスに敗北、しかし戦後にはアウグストゥスとなったオクタウィアヌスの指揮下となった。

### ユリウス＝クラウディウス朝期
帝政ローマの時代にはライン川流域の防衛に務め、大ドルススの指揮のもとゲルマン人討伐のためにゲルマニアに遠征、第5軍団はウェ−ゼル川を越え、紀元前9年にはエルベ川流域まで侵攻する。6年には後のローマ皇帝ティベリウスの指揮のもとでマルコマンニ族討伐に出撃。
第5軍団の他に第8軍団アウグスタ、第15軍団アポッリナリス、第20軍団ウァレリア・ウィクトリクス、第21軍団ラパクス、第13軍団ゲミナ、第14軍団ゲミナ、第16軍団ガッリカが参加した。
しかしながらトイトブルクの戦いで第17軍団、第18軍団、第19軍団が敗北、消滅すると補充のために第21軍団ラパクスとともに低地ゲルマニアのクサンテンに駐在するようになった。

### その後
69年の内乱ではウィテリウスの指揮下となった事は分かっている。
第5軍団の最後の記録は残っていない。恐らくは70年のバタウィア人の反乱により消滅したものと思われる。